# Писку Лунг (Долж)
Писку Лунг (рум. Piscu Lung) насеље је у Румунији у округу Долж у општини Булзешти. Oпштина се налази на надморској висини од 277 m.

## Становништво
Према подацима из 2002. године у насељу је живело 36 становника, од којих су сви румунске националности.